# Kirrberg
 Kirrberg (en alsacià Kirbrich) és un municipi francès, situat a la regió del Gran Est, al departament del Baix Rin. L'any 1999 tenia 151 habitants.
Forma part del cantó d'Ingwiller, del districte de Saverne i de la Comunitat de comunes de l'Alsace Bossue.

## Demografia
| 1962 | 1968 | 1975 | 1982 | 1990 | 1999 |
| ---- | ---- | ---- | ---- | ---- | ---- |
| 196  | 197  | 179  | 168  | 166  | 151  |